# Altbabylonische Zeit
Als altbabylonische Zeit wird ein Zeitraum der altorientalischen Geschichte bezeichnet, der mit dem Aufstieg Babylons unter Ḫammu-rapi um 1800 v. Chr. beginnt und mit der Eroberung Babylons durch den Hethiterkönig Muršili I. 1595 v. Chr. endet. Er markiert die letzte Phase der Mittelbronzezeit in Mesopotamien. Insbesondere die Altorientalistik zählt aus philologischen Gründen auch die vorausgehende Isin-Larsa-Zeit zu dieser Epoche.

## Geschichtliche Entwicklung
Schon in der Isin-Larsa-Zeit drangen Nomaden aus dem zentralarabischen Bereich nach Mesopotamien ein und gründeten dort eigene Dynastien. Gleichzeitig starb die sumerische Sprache als gesprochene Sprache aus, während sich das Akkadische zunehmend durchsetzte. Während zunächst Isin und Larsa eine Vormachtstellung behaupten konnten, gelangte 1894 v. Chr. mit Šumu-abum eine amoritische Dynastie an die Macht. Die Könige dieser 1. Dynastie von Babylon verleibten sich sukzessive umliegende Gebiete ein. Als sie schließlich Dilbat, Sippar und Kiš eingenommen hatten, war Babylon zu einer bestimmenden Macht geworden.
Hiervon ausgehend, konnte der 6. König dieser Dynastie, Ḫammu-rapi, sein Großreich errichten. Durch geschickte Bündnispolitik mit dem obermesopotamischen Herrscher Šamši-Adad sowie mit den Königen von Elam gelang es ihm nacheinander Ešnunna (1773 v. Chr.), Larsa (1763 v. Chr.) und Mari (1761 v. Chr.) zu erobern, so dass er schließlich über ganz Mesopotamien herrschen konnte.
Im Laufe der Zeit hatten vor allem in Südmesopotamien liegende Städte mit Bodenversalzungen zu kämpfen. Zudem wuchs die Bürokratie des babylonischen Staates zunehmend an, wobei Ämtervererbung und Korruption zunahmen. Ḫammu-rapis Nachfolger hatten daher in erheblichem Maße mit Unruhen zu kämpfen. Dies führte nach und nach zum Zerfall des Reiches, bis 1595 die Hethiter in Babylon einfielen und die Epoche enden ließen.

## Kulturelle Entwicklung
In der altbabylonischen Zeit vollzog sich der so genannte individualistic turn in Mesopotamien, der schon in der Isin-Larsa-Zeit einsetzte. In diesem Rahmen verlor die althergebrachte Palast- und Tempelwirtschaft an Bedeutung, während gleichzeitig Privatleute eine immer größere Rolle einnahmen. Es entstanden erste reiche Händler-Dynastien. Deren ökonomischer Erfolg ist in der nun zunehmenden Zahl privater Rechts- und Wirtschaftsurkunden dokumentiert. Auch die in Rechtssammlungen vorfindbaren Regelungen spiegeln dies wider.

## Landwirtschaft
Die Landwirtschaft Mesopotamiens war in der altbabylonischen Zeit von Trends geprägt, die sich durch die gesamte Bronzezeit hindurch zogen. Vor allem erweiterte der Anbau von Gerste seine Dominanz und der von Weizen ging zurück. Bei den Obstkulturen baute die Dattelpalme ihre Vorherrschaft aus, wobei möglicherweise auch insgesamt der Obst- und Gartenbau zu Gunsten der Feldwirtschaft zurückging. Bei der Tierhaltung blieb es bei der Vorherrschaft von Schaf und Ziege, jedoch nahm die Schweinehaltung deutlich zu.
Nachdem es in der Isin-Larsa-Zeit zu einer Zersplitterung der großen königlichen Güter durch Verpachtung an Familien gekommen war, ist im weiteren Verlauf des 2. Jahrtausends zunehmend wieder von privatem Grundeigentum in kleineren Flächengrößen die Rede. Diese Nutzungsform scheint insbesondere in Mittelmesopotamien einen Aufschwung genommen zu haben. Im Süden blieb es wegen der dort nötigen aufwändigen Bewässerung bei größeren landwirtschaftlichen Einheiten. Im Norden konzentrierte sich der Privatbesitz eher auf intensiv bewirtschaftetes Gartenland.

## Archäologie
Die materielle Kultur der altbabylonischen Zeit ist durch archäologische Funde einigermaßen gut dokumentiert. Wichtige Fundorte sind Ešnunna, Ur, Uruk, Tell Uḫaimir, Tell Harmal sowie Nerēbtum.

### Architektur
Auch in dieser Epoche wurden Wohnhäuser vorwiegend aus Lehmziegeln errichtet. Speziell in Ur wurden jedoch für die Wände der unteren Stockwerke Backsteine verwendet. 
Herausragende Bauwerke dieser Epoche sind insbesondere die Tempel von Tell Harmal, Nerēbtum sowie der Šusîn-Tempel in Ešnunna. In Uruk entstand der Sîn-kašid-Palast, während sich das Eanna kaum verändert hat. In Tell Uḫaimir, wohin Kiš verlegt wurde, entstand zudem eine Zikkurat.

### Gräber
Typischerweise wurden Tote unter den Fußböden größerer Räume in den Wohnhäusern bestattet. In diesen Räumen fanden sich häufig Altäre, deren Außenwände dem Dekor von Tempeln nachempfunden waren, sowie andere Kulteinrichtungen. Unter dem Sîn-kašid-Palast wurde mit dem so genannten Prinzengrab ein herausragendes Mausoleum freigelegt.

### Kunsthandwerke
Aus der altbabylonischen Zeit stammt eine Reihe bekannter Bronze-Statuetten, wie etwa die des Etel-pî-Šamaš, die Lunanna-Statuette aus Larsa und die berühmte Isimud-Statuette aus Išǧali. Charakteristisch sind zudem Terrakotta-Reliefs, deren Funktion weitestgehend unbekannt ist. Sie wurden normalerweise in vorgefertigten Formen hergestellt und zeigen häufig bewaffnete Gottheiten in Kult- oder Kriegsszenen, zudem mythologische Figuren wie etwa Ḫumbaba, zudem Tiere und Möbel oder nackte Frauen. In letztere Kategorie gehört auch das etwas ältere Burney-Relief. Nicht selten sind zudem erotische Darstellungen. Bekannt sind ferner die Stele des Codex Hammurapi, die stilistische Ähnlichkeiten zur Investitur des Zimri-Lim aufweist.

### Glyptik
Die Glyptik durchlief in altbabylonischer Zeit einige Veränderungen. Die seit der Ur-III-Zeit verbreitete so genannte Einführungsszene wurde fortgeführt. Jedoch wurden die Gottheiten nun zunehmend auf ihrem Attributtier stehend dargestellt. Der Beter trat nun direkt vor die Gottheit, während eine fürbittende persönliche Gottheit im Hintergrund stand. Zum Teil erhielten diese Siegel zudem eine Standardinschrift.
Zugleich erlebten akkadzeitliche Motive eine Renaissance. Insbesondere Tierkämpfe sind auf altbabylonischen vermehrt dargestellt.